# Мала Преспа
Вижте пояснителната страница за други значения на Преспа.
Мала Преспа е историко-географска област и община в Република Албания, част от административна област Корча. Областта е разположена на западния бряг на Преспанското езеро. На изток Мала Преспа се простира до продължението на планината Галичица – Сува гора. В общината влизат девет села – Леска, Цере, Пустец, Зърновско, Шулин, Глобочени, Долна Горица, Горна Горица и Туминец. Най-голямото селище и център на общината е Пустец, което се намира в южния край на областта.

## Население
Мала Преспа има около 5000 души население. След 1945 г., под натиска на тогавашна Югославия местното население е признато от албанската държава като македонско малцинство и има право на обучение на обявената за майчин език македонска езикова норма на българския език в началното училище. С цел свободното пътуване и престой в Северна Македония голяма част от жителите на Мала Преспа имат и северномакедонско гражданство, което им позволява безвизово влизане и в България до 1 януари 2007 г.
В Мала Преспа функционира и филиалът „Преспа“ на дружеството на българите в Албания „Иван Вазов“ с председател Сотир Митрев от Пустец.
Обявилите се за етнически македонци жители на Мала Преспа са организирани в организацията „Преспа“, както и в политическите партии Македонски алианс за европейска интеграция (МАЕИ), чиито председател е Едмонд Темелко и Партия за демократически просперитет (ПДП).

## Култура
В Мала Преспа са запазени редица културни паметници. На остров Мал Град, в албанската част на Голямото Преспанско езеро е запазена пещерната църква „Света Богородица“. Няколко пещерни църкви са запазени и край селата Пустец и Глобочени. Край село Туминец, в северната част на Мала Преспа се намира манастирът „Света Марена“ (възобновен през 1888 година) и едноименна пещерна църква.
В Мала Преспа се издава вестник на македонски литературен език „Преспа“. Има и частна радиостанция на македонски литературен език, активно подпомагана от Северна Македония. Радио програми на езиковата норма в Северна Македония се предават и от близкия град Корча, по Радио „Корча“.
Гербът на община Пустец, одобрен през 2004 година, представлява Звездата от Вергина с надпис Општина Пустец, което се тълкува от някои като официално признание на употребата на македонската езикова норма в Република Албания.

## Личности
- Илия Дигалов – революционер
- Никола Беровски – учител
- Илинден Спасе – писател
- Стерьо Спасе – писател